# Kapliczka zbójnicka

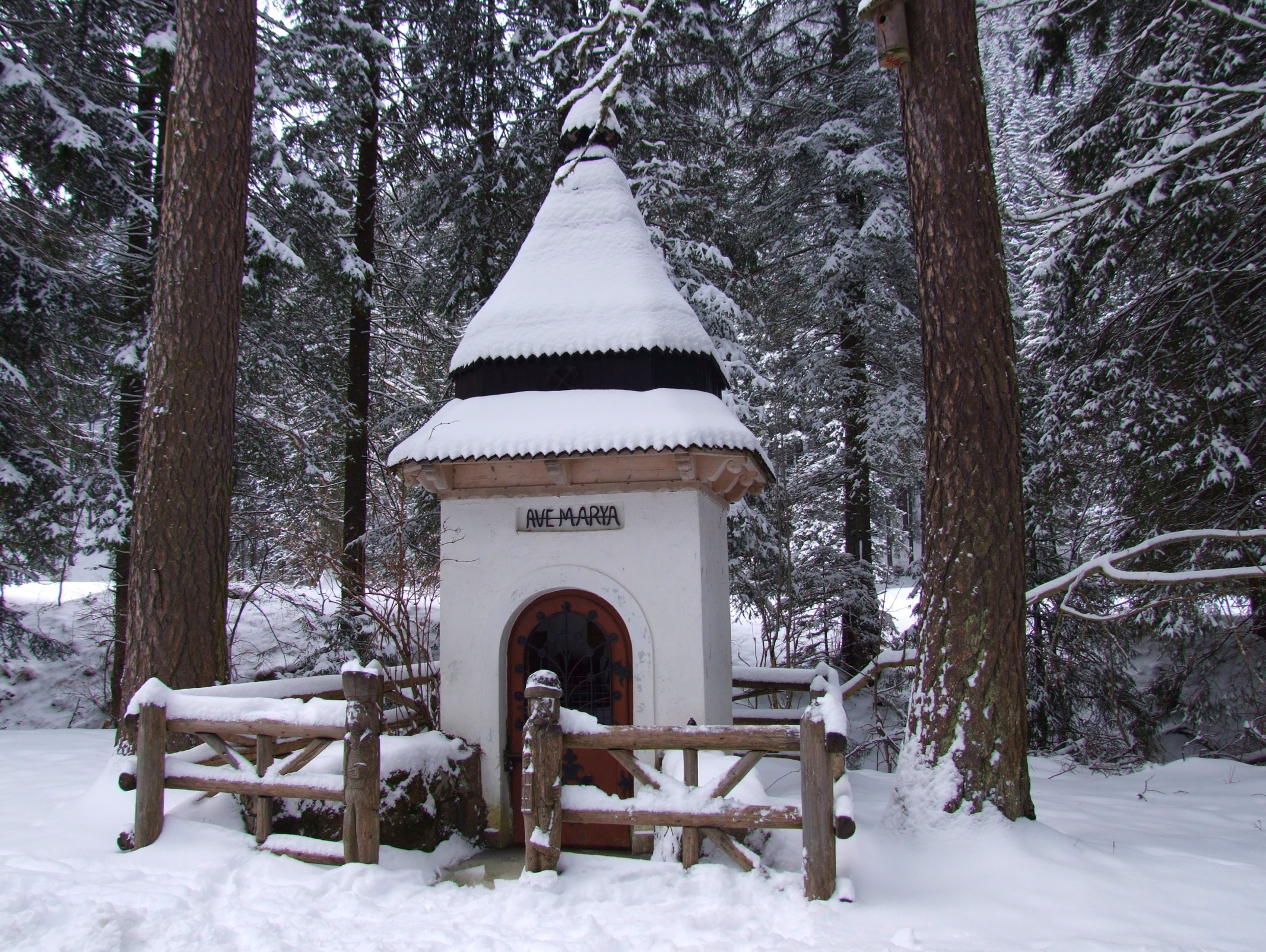
Kapliczka zbójnicka zimą

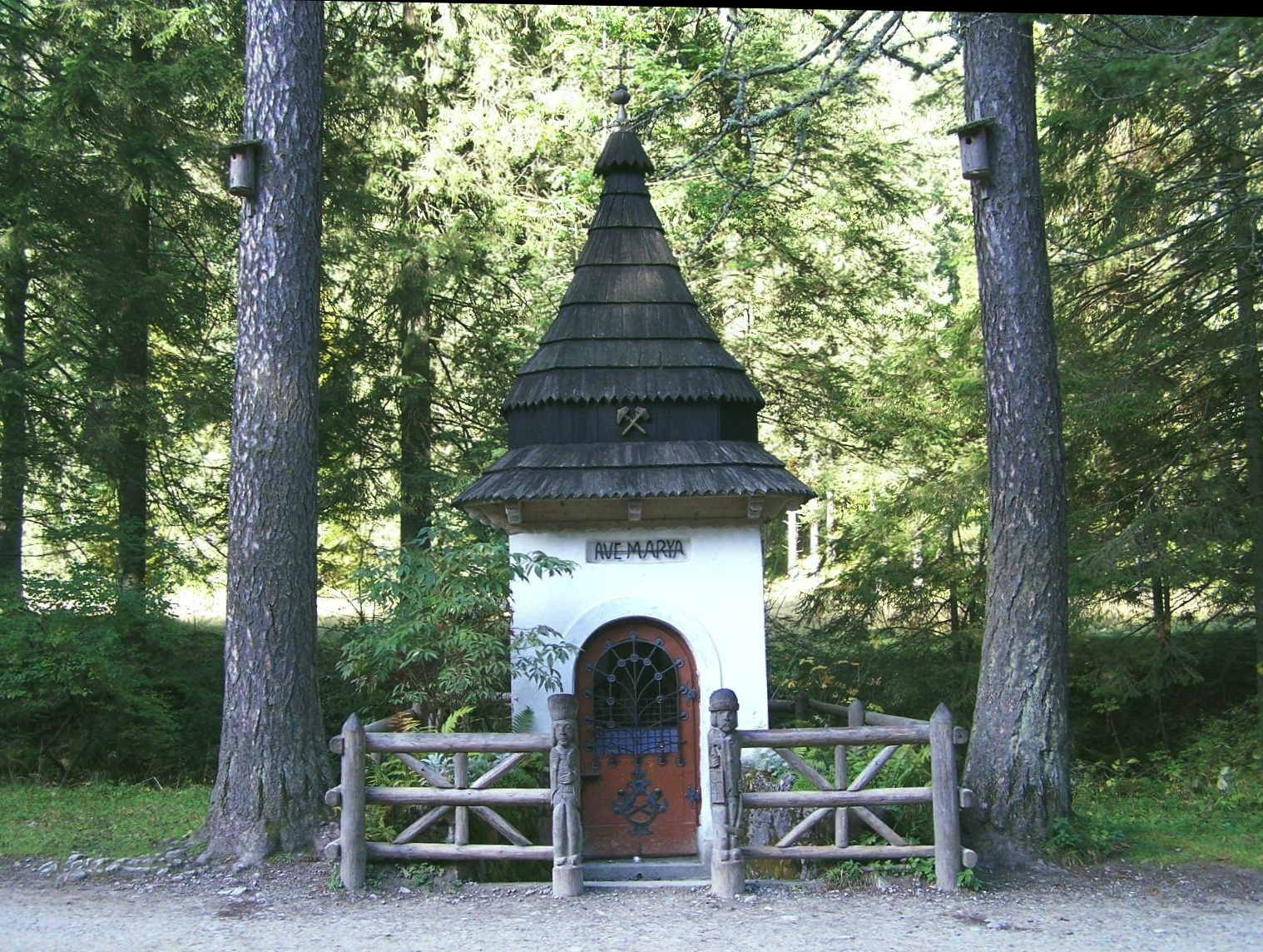
Kapliczka zbójnicka latem

Kapliczka zbójnicka – kapliczka na polanie Stare Kościeliska w Dolinie Kościeliskiej w Tatrach Zachodnich. Znajduje się tuż przy drodze prowadzącej doliną, zaraz na początku polany, po jej zachodniej stronie, na wysokości ok. 960 m n.p.m. Pieszo od Kir 25 min. Według legend ufundowana została przez zbójników. Faktycznie jednak jest to stara kapliczka „hawiarska”. Ufundowali ją górnicy i hutnicy, którzy niegdyś pracowali w Tatrach przy wydobywaniu i przetapianiu rud żelaza. Na Starych Kościeliskach istniała wówczas huta, zespół chałup mieszkalnych, karczma.
Kapliczka jest murowana i ma kopułę krytą gontem, napis „Ave Marya” oraz godło górnicze – skrzyżowane pyrlik i żelazko. Brak tego górniczego emblematu przez wiele dziesięcioleci był zapewne jednym ze źródeł powstania legendy o fundacji zbójnickiej. Obecne godło zostało wykonane staraniem Zarządu Głównego Stowarzyszenia Inżynierów i Techników Przemysłu Hutniczego w Polsce w katowickiej hucie „Baildon” i zainstalowane na dachu kapliczki w 1972 r.
Kapliczka ogrodzona jest drewnianym płotkiem. W lewym słupku bramki wejściowej ogrodzenia rzeźbiona sylwetka zbójnika, w prawym górnika. Obok kapliczki rosną dwa modrzewie. W odległości 4 m od jednego z nich (po prawej stronie) rośnie zasadzona daglezja – niewystępujący w Polsce w stanie dzikim gatunek drzewa iglastego, pochodzący z Ameryki Północnej. Naprzeciw kapliczki, po drugiej stronie drogi stoją stoły i ławki dla turystów.

## Szlaki turystyczne
Kiry – Dolina Kościeliska – schronisko PTTK na Hali Ornak
- Czas przejścia z Kir do kapliczki: 25 min w obie strony
- Czas przejścia od kapliczki do schroniska: 1:15 h, ↓ 1:10 h

 tuż przed kapliczką od szlaku zielonego odgałęzia się biegnąca przez chwilę razem z nim, znakowana czarno Ścieżka nad Reglami i prowadzi przez Przysłop Kominiarski na Niżnią Polanę Kominiarską. Czas przejścia: 40 min, ↓ 30 min